# Kihalási esemény
A kihalási esemény vagy tömegkihalás nagyszámú faj rövid idő alatt bekövetkező kihalását jelenti. Az élővilág története során többször következett be kisebb-nagyobb kihalási esemény. A tömegkihalás többnyire érinti az adott korban élő legtöbb taxonómiai csoportot. Alapvetően kétféle módon következhet be: sok faj gyors eltűnésével, illetve az élőlények specializációjának drasztikus visszaesésén keresztül.
A fosszíliák tanúsága szerint a Földön a kihalások átlagos sebessége évmilliónként 2-5 tengeri gerinces vagy gerinctelen rendszertani család. A mérésre tengeri élőlények fosszíliáit használják, mert sokkal több van belőlük és nagyobb időszakokat fognak át, mint a szárazföldi organizmusok fosszíliái.
Az élővilág történetében több időszakban a kihalások száma lényegesen meghaladta ezt az átlagos szintet. Az egyik leghíresebb ilyen időszak a dinoszauruszok kihalása mintegy 66 millió évvel ezelőtt. (Ez volt az úgynevezett kréta–tercier kihalási esemény.)
Az utóbbi 550 millió évben legalább öt nagy kihallási hullám söpört végig az organizmusokon. Valószínűleg korábban is voltak ilyenek, a korábbi élőlényeknek azonban nem volt szilárd vázuk, ezért fosszíliáik sem maradtak fenn elegendő számban, így csak a fanerozoikumtól követhetjük nyomon a tömegkihalások történetét. A fanerozoikumi nagy kihalási események számában nincs konszenzus, vannak, akik ötnél nagyobbra becsülik, attól függően, milyen mértékű pusztulást tekintenek már nagynak.

## A fő kihalási események

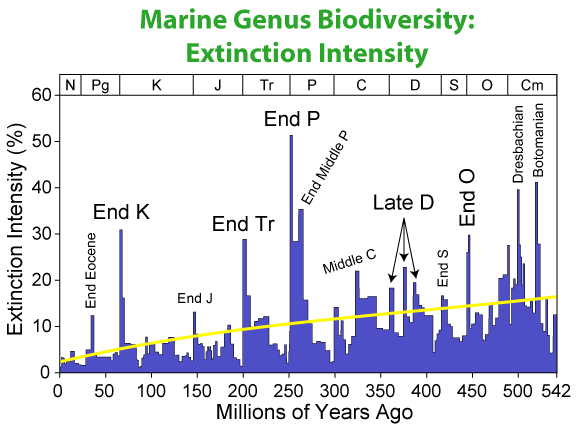
Kihalási intenzitás (a fosszíliákból ismert fajok százaléka) az elmúlt 542 millió évben. End K = a kréta vége, End J = a jura vége, End Tr = a triász vége, End P = a perm vége, Middle C = a karbon közepe, Late D = a devon vége, End S = a szilur vége, End O = az ordovícium vége

Az öt nagy tömegkihalást illetően – amelyet 1982-ben Jacl Sepkoski és David. M. Raup írtak le – széles körű szakmai konszenzus létezik. Ezek:
- Ordovícium–szilur kihalási esemény
- Késő devon kihalási esemény
- Perm–triász kihalási esemény
- Triász–jura kihalási esemény
- Kréta–tercier kihalási esemény

Néhány jelentős kihalási esemény rövid leírása:
1. Mintegy 488 millió évvel ezelőtt (mya) a kambrium–ordovícium kihalási esemény kitörölte a pörgekarúak és a conodonták egy részét és drasztikusan csökkentette a trilobita fajok számát.
2. 444 millió éve történt a kettős ordovícium–szilur kihalási esemény, amelyet az öt legnagyobb kihalási hullám közt második helyre sorolnak a tudósok az elpusztult nemek aránya alapján.
3. 360 millió évvel ezelőtt történt a késő devon kihalási esemény, egy kihalási sorozat a devon és a karbon időszakok határához közel, amely a fajok mintegy 70%-ával végzett. Nem hirtelen esemény volt, hossza talán a 20 millió évet is elérte, és ezen belül több hullám söpört végig az élővilágon
4. 251,9 millió éve, a perm és a triász időszakok határán a tengeri családok 53%-át, a tengeri nemek 84%-át, a tengeri fajok 96%-át és a szárazföldi fajok mintegy 70%-át törölte ki a legnagyobb ismert kihalási hullám, a perm–triász kihalási esemény vagy P-Tr kihalási esemény. A "Nagy Kihalás" fontos evolúciós következményekkel járt: a szárazföldön véget vetett az emlősszerűek dominanciájának, utat nyitott az archosaurusok fejlődésének és később elvezetett a dinoszauruszok uralmához. A tengerekben 67-ről 50%-ra esett a szesszilis (nem mozgó) állatok aránya. A tengeri élővilág számára az egész késő perm nehéz kor volt: a kihalás mértéke már a Nagy Kihalást megelőzően is akkora volt, hogy elérte az öt nagy kihalási hullám dimenzióit.
5. 200 millió éve a triász–jura kihalási esemény elsöpörte a tengeri fajok mintegy 20%-át, a nem dinoszaurusz archosaurusokkal, a legtöbb therapsidával és az óriás kétéltűek maradékaival együtt.
6. 66 millió évvel ezelőtt következett be a legismertebb kihalási hullám, amely végzett a dinoszauruszokkal. A kréta–tercier kihalási esemény vagy K–T kihalási esemény a fajok mintegy felével végzett. Az emberi evolúció számára ennek a kihalási hullámnak óriási jelentősége volt, hiszen megnyitotta az utat az emlősök specializációja és dominánssá válása előtt a szárazföldeken. A tengerekben tovább esett a szeszzilis állatok aránya, körülbelül 33%-ra. A kihalási esemény nagyon különböző-féleképpen érintette az élőlények különböző csoportjait: egyesek eltűntek, mások nagy veszteségeket szenvedtek, de voltak olyan csoportok is, amelyek viszonylag könnyen átvészelték.
7. A biológusok nagy része a jelenkort is egy kihalási hullám részének tartja és a holocén kihalási esemény a valaha volt leggyorsabb lehet az Amerikai Természetrajzi Múzeum (American Museum of Natural History) 1998-ban készült felmérése szerint. Egyesek, mint E. O. Wilson a Harvard egyetemről, azt jósolják, hogy a bioszférában az emberiség végezte rombolás következtében a következő száz évben a fajok fele eltűnhet. A kutatások, mint a IUCN éves Vörös Könyve a kihalások felgyorsulását mutatják, bár egyesek lassabb sebességet feltételeznek. Gyakran a legutóbbi jégkorszak után történt megafauna kipusztulásokat is a holocén kihalási hullámhoz sorolják. Az óceánok élővilágát vizsgáló IPSO a globális felmelegedés és a túlhalászat miatti kihalásokat a hetedik nagy kihalási szakaszként értelmezi  angolul és bővebben:

A kihalási eseményekkel kapcsolatban időnként megjelennek kétségek, például az a kérdés, nem az okozza-e a hullámzást, hogy az egyes korokból nem ugyanakkora a fosszíliákat tartalmazó elérhető kőzetek mennyisége. A statisztikai analízis és egyéb bizonyítékok azt mutatják, hogy bár a mintavételi bizonytalanság magyarázhatja a hullámzás akár mintegy felét is, a nagy kihalási események valóban megtörténtek (egyes kisebb kihalási hullámok azonban talán valóban csak a mintavételi egyenetlenségek miatt jelentek meg a grafikonokon).

## Külső hivatkozások
- Jordán Ferenc: A kihalások története Archiválva 2013. május 28-i dátummal a Wayback Machine-ben (Természet Világa, 1998. március, 105-108. o.)

### Angol nyelven
- Extinction studies – Tanulmányok